# Електрическа уредба на автомобила
Електрическата уредба на автомобила, задвижван от двигател с вътрешно горене, представлява съвкупност от устройства за генериране и съхранение на електрическа енергия, с която се захранват уреди и апарати или се задвижват електрически машини в автомобила. Подобна електрическа уредба имат също и транспортните и строителните машини, тракторите и други мобилни машини или такива в стабилни съоръжения, които се задвижват от ДВГ. Електроуредбата представлява еднопроводна кабелна система, като за втори проводник (обща „маса“) на електрическата верига се използва металната конструкция (електрическо зануляване) – шасито, металните части на двигателя и корпуса на транспортното средство. Системите за произвеждане и съхранение на електрическа енергия, системите за първоначален пуск на двигателя и запалването на горивната смес, начинът за осветление и сигнализация почти във всички машини са еднакви. Има и различия, преди всичко наложени от предназначението на конкретната машина и условията на експлоатацията ѝ. Най-много системи и разнообразни консуматори на електрическа енергия има в автомобилите. От края на ХХ век посредством компютъризиране на електрическата уредба и използването на електронни системи, се обезпечава комплексно управление на двигателя и неговата надеждна и икономична работа, осъществява се контрол и управление на трансмисията и ходовата част, на контролните прибори и устройства, на осветлението и сигнализацията. В автомобилите към електрическата уредба се вграждат и използват допълнителни системи, свързани със сигурността, безопасността при експлоатация, охраната на превозното средство, удобството и комфорта на пътуващите.

## Системи на електрическата уредба
Електрическата уредба на автомобила е изградена от отделни групи електрически машини, апарати, уреди и електронни управляващи устройства, обособени в системи въз основа на функциите си, свързани и допълващи се, и с това са неразделна част от електрооборудването на автомобила. Основните системи на електрическото електрооборудване са:
- източници на електрическа енергия;
- система за пускане на двигателя;
- система за запалване на работната смес;
- контролно-измервателни уреди;
- система за осветление и светлинна сигнализация;
- допълнително електрообзавеждане.[1]